# Связь (фильм, 2013)
«Связь» (англ. Coherence, то есть «связность», «когерентность») — американский научно-фантастический фильм 2013 года о компании друзей, сталкивающейся с появлением параллельной реальности, вызванной полётом кометы над Землёй. Фильм стал дебютом в режиссуре Джеймса Уорда Биркита, ранее известного главным образом по сотрудничеству с Гором Вербински.
Премьера состоялась 19 сентября 2013 года на фестивале фантастических фильмов в Остине. Фильм завоевал ряд кинопремий на фестивалях, в том числе за лучший сценарий.

## История
Фильм был снят за пять вечеров в доме самого Биркита. Основной идеей Биркита как человека, близкого к театральной среде, было снять фильм без большой съёмочной группы, без спецэффектов и без подробного сценария, опираясь прежде всего на импровизационную игру актёров. Сам научно-фантастический сюжет был выбран им отчасти по необходимости, поскольку он решил снимать у себя дома, однако хотел, чтобы «гостиная вмещала в себя больше, чем просто гостиная».
Фильм был хорошо воспринят критиками и зрителями, на сайте Rotten Tomatoes он имеет уровень одобрения 85 %.

## Сюжет
Эмили приезжает в гости в дом к Майку и Ли, где собирается на ужин компания старых друзей — супруги Бет и Хью, бойфренд Эмили Кевин, бывшая девушка Кевина Лори и Амир. У Эмили по дороге трескается стекло в сотовом. Вскоре после начала ужина в доме пропадает сотовая и телефонная связь, а также интернет. Эмили вспоминает, что в эту ночь над Землёй необычно близко пролетает «комета Миллера», и эти события могут быть связаны с ней. Стекло в сотовом лопается и у Хью, а вскоре в доме отключается электричество. Хью и Амир выходят посмотреть, везде ли погас свет, и видят только один дом, где свет есть. Хью говорит, что ему надо пойти в тот дом позвонить, потому что он обещал своему брату-физику, что позвонит ему, если случится что-то странное, что может быть связано с кометой.
Осмотрев этот дом и вернувшись к компании, Хью и Амир приносят чемоданчик, найденный ими возле того дома, и рассказывают, что, заглянув в окно, они увидели там ту же самую компанию, то есть своих двойников. В чемоданчике же оказывается ракетка для настольного тенниса и фотографии всех восьми человек с подписанными сзади цифрами, причём фото Амира могло быть сделано только этим же вечером в этой комнате, однако в реальности его никто не фотографировал. Хью говорит, что снова пойдёт в тот дом и оставит там записку. Он начинает писать записку, чтобы повесить на дверь второго дома. В этот момент за дверью раздаётся шум. Майк открывает дверь и обнаруживает, что кто-то только что повесил там записку, идентичную той, которую пишет Хью.
Теперь уже Майк, Эмили, Кевин и Лори решают выйти из дома и узнать, что же происходит в другом доме. Остаются только Ли и Бет, остальные с синими световыми палочками выходят, но подойдя к другому дому, слышат чьи-то шаги и возвращаются. На обратном пути они видят на другой стороне улицы точно такую же компанию своих двойников, но с красными световыми палочками. Испугавшись, компании разбегаются в разные стороны. Пытаясь преодолеть панику, в доме друзья читают книгу по квантовой физике, которую брат Хью оставил ему. Они вспоминают о коте Шрёдингера и приходят к выводу о том, что комета могла привести к возникновению квантовой когерентности, существованию почти идентичных параллельных миров, из которых после полёта кометы останется только один. Компания ещё раз выходит на улицу, услышав звук разбитого стекла в машине Хью, и пока все осматривают машины, Эмили сталкивается с двойником Кевина.
Вернувшись в дом, пока никто их не видит, Хью и Амир, достав из карманов красные палочки (хотя коробка с красными палочками в этом доме не открыта), берут чемоданчик и уходят. Вскоре, однако, снова приходят Хью и Амир, начиная рассказывать о том, что они только что были возле второго дома. Друзья понимают, что незаметно ушедшие Хью и Амир были из другого дома, а пришедшие только что — из этого дома.
Тогда друзья решают оставить возле ворот дома какие-то идентифицирующие знаки, чтобы, при необходимости покинув дом, по возвращении точно знать, что они пришли именно в свой дом. Каждый из них выкидывает на кубике случайное число, которое Эмили пишет на обороте фотографий, фотографии складывают в чемоданчик, туда же кладут случайный предмет (подставку под чашку). Теперь вероятность того, что в другом доме идентифицирующие знаки совпадут, ничтожна. Эмили спрашивает у каждого, какое число было на его фото из чемоданчика, который «другие» Хью и Амир приносили из второго дома; она замечает, что все, кроме Бет и Ли, называют не те числа. Она также видит, что у Хью не треснуто стекло в сотовом телефоне. Эмили говорит Майку, что все, кто выходил из дома (то есть все, кроме Ли и Бет), не из этого дома, и что «параллельных» домов не два, а скорее всего множество. Майк делится этим открытием с остальными, а вскоре в дом врывается другой Майк (причём уже с зелёной световой палочкой), который избивает своего двойника Майка и уходит.
Начинается паника, и Эмили выходит из чужого для неё дома. Она идёт по тёмной улице, заглядывая в окна «параллельных» домов и видя там разные сценарии одного и того же — компанию друзей, в замешательстве пытающихся выяснить, что происходит. Однако в одном доме друзья спокойны и безмятежны, у них не произошло никаких чрезвычайных происшествий. Эмили решает остаться там — она разбивает стекло в машине Хью, и когда все выходят, пытается убить другую Эмили из этого дома. Компания наблюдает полёт кометы и видит, как та на глазах рассыпается в небе. Вернувшись со всеми в дом, Эмили замечает, что раненая ею Эмили приползает с улицы в ванную, оглушает её ударом и оставляет в ванной в бессознательном состоянии. Затем уже в комнате она сама теряет сознание, а проснувшись утром, видит, что в ванной нет второй Эмили. Она идёт на улицу и убеждается, что стекло в машине Хью разбито. К Эмили подходит Кевин, у которого начинает звонить телефон. Он говорит, что, как ни странно, ему звонит Эмили и, сняв трубку, с удивлением смотрит на неё.

## В ролях
- Эмили Фокслер[англ.] — Эмили (Эм)
- Мори Стерлинг — Кевин, бойфренд Эмили
- Николас Брендон — Майк
- Элизабет Грейсен — Бет, жена Хью
- Алекс Манугян — Амир
- Лорен Маэр — Лори
- Хьюго Армстронг — Хью
- Лорен Скафария[англ.] — Ли, жена Майка

## Дополнительные факты
- В заключительных титрах фильма играет песня Лоры Вирс «Galaxies».
- Момент со сгоранием «кометы» в атмосфере - это запись вхождения в атмосферу японского космического аппарата Хаябуса.

## Награды
- 2013 — Кинофестиваль фантастических фильмов в Остине — за лучший киносценарий (Next Wave Best Screenplay)[8]
- 2013 — Кинофестиваль в Сиджесе — за лучший киносценарий[8]
- 2013 — Кинофестиваль в Сиджесе — премия молодёжного жюри за лучший фильм (Carnet Jove Jury Award)[9]
- 2014 — Кинофестиваль фантастических фильмов в Амстердаме — премия «Чёрный тюльпан» за лучший режиссёрский дебют[10]